# Malmø Stadion
 Ikke at forveksle med Swedbank Stadion.
Malmø Stadion er et fodbold- og atletikstadion som ligger i Stadionområdet i Malmø. Det har været Allsvenskanholdet Malmö FFs hjemmebane frem til 2009, og deres gamle arvefjende  Malmø-Kammeraternes (Di Gules) hjemmebane frem til i dag. 
Malmø Stadion blev indviet den 28. maj 1958 og blev brugt både ved VM i fodbold 1958 og EM i fodbold 1992. Den første individuelle verdensmesterskabsfinale i speedway, der blev afholdt uden for Empire Stadium Wembley i London, blev afholdt på Malmø Stadion den 15. september 1961.